# 长臂管辖权
长臂管辖权（英語：long-arm jurisdiction）原是美国民事诉讼中的一个概念，指地方法院将管辖权延伸至域外（指州外乃至国外）的被告。
当长臂管辖权延伸至国外时，即是域外管轄權，這種域外治權經常伴隨許多爭議，特別是因為這容許一國在另一國領土上行使國家權力，侵犯了國家主權。

## 概述
长臂管辖权是指，当被告住所不在法院所在州，但与该州有某种最低限度的联系，且所提权利要求的产生和此种联系有关的时候，就该项权利而言，该州对该被告有“属人管辖权”（尽管该被告的住所不在该州），可在该州以外向被告发出传票。
长臂管辖权的立法包括两类：
1. 法规指明适用长臂管辖权的争议类别，如“侵权行为”、“商业交易”等，规定仅当权利要求涉及指明的类别时，才可以适用长臂管辖权。
2. 法规不是指明或列举长臂管辖权涉及的活动，而是规定只要符合正当程序原则和效果原则，即可行使长臂管辖权。例如1997年美国司法部颁布实施的《反托拉斯法国际实施指南》称：“如果外国的交易对美国商业发生了重大的和可预见的后果，不论它发生在什么地方，均受美国法院管辖。”[3]

当长臂管辖权延伸至国外时，长臂管辖权的基础是“效果原则”，即只要某个在国外发生的行为在本国境内产生了“效果”，无论行为人是否具有本国国籍或者住所，也无论该行为是否符合当地法律，只要此种效果的性质使美国法院行使管辖权并非完全不合理，美国法院便可对因为此种效果而产生的诉因行使管辖权。

## 历史
长臂管辖原则最早是从1945年的“国际鞋业公司诉华盛顿案”开始，在该上诉案中，上诉人主张其活动在美国华盛顿州不构成“存在”，华盛顿州法院无权主张属人管辖。美国联邦最高法院则认为：“被告须与一州有某种‘最低联系’，使该州法院能够行使管辖权并不违背传统的公平与实质正义观念。”自此以后，联邦最高法院在一系列判例法中进一步发展了“最低联系”标准。
按照“国际鞋业公司诉华盛顿案”案，联邦最高法院认为，“最低限度”联系取决于诉讼起因是否自该联系产生。若是，则单一独立联系便足以令被告受到该州法院的属人管辖；若不是，则需确定该联系是否是连续性的、系统的、实质性的。“最低限度”联系主要取决于两点：（1）被告是否在法院地从事连续性的、系统的商业活动；（2）原告的诉因是否源自这些商业活动。
此后，在1980年的“世界大众汽车公司诉伍德森案”中，对“最低限度”联系的标准加以限制，由此前的两点变为三点：（1）被告是否有意利用法院地州的有利条件；（2）原告的诉因是否产生自被告在法院地州的行为；（3）管辖权的行使是否公正合理。
美国不少州都依据“国际鞋业公司诉华盛顿案”确定的原则扩张了对非本州居民管辖的立法。最早的长臂管辖权法是1955年伊利诺伊州制定的长臂管辖权法。1967年北达科他州颁布实施了类似法案，1971年6月又将其写入该州民事诉讼程序内。同时，美国有35个州也先后通过了类似法案。美国统一私法协会制定的《统一联邦和州示范法》对美国多数州的长臂管辖权发挥了指导和示范作用。
州的长臂管辖权法分成两种：
（1）规定长臂管辖权适用范围，如“侵权行为的发生”、“商业交易活动”。伊利诺伊州、纽约州等州的法律属于此类。
（2）规定只要符合正当程序的要求便可以行使长臂管辖权，加利福尼亚州等州的法律属于此类。
州长臂管辖权法和联邦最高法院关于长臂管辖权的判例法构成了联邦法院及州法院行使长臂管辖权的依据。联邦法院也出现过引用州法作为裁判依据的情况。
长臂管辖权在美国确立后，逐渐扩张到合同、侵权、商业、家庭、网络等领域。美国法院率先将长臂管辖权延伸到互联网案件中，并且在Cybersell案中创造性发展了互联网案件中的长臂管辖权，即把网址分成互动型网址与被动型网址，并对互动型网址行使长臂管辖权。 
长臂管辖原则是经济及科技发展的结果之一，这种灵活的规则容易适应复杂的社会情况。与此同时，美国依靠其强大的经济实力，为美国向国外扩张长臂管辖权提供了后盾。长臂管辖权可以更有效地保护州内居民的利益，特别是在侵权案件中这种保护最明显。
在多数案件中，长臂管辖权都受到了严格限制。尽管个别案件中美国法院利用“出现”来过分行使长臂管辖权，但“不方便管辖”原则对长臂管辖权进行了限制，“不方便管辖”原则是指是否受理案件要考虑诉讼程序、取证及执行的方便性，否则不行使管辖权。
2014年，美国联邦最高法院就“戴姆勒公司诉鲍曼案”裁定，外国企业在美国设有子公司这一事实，不足以确立对外国企业的一般管辖权；若外国公司在美国拥有固定场所或主要营业地，或在美国“持续且系统的存在”使其已经成为实质上的本地企业，则无论争议是否同美国有关，可以行使一般管辖权；联邦最高法院还称，滥用一般管辖权将威胁“国际礼让”。联邦最高法院的该判例限制了各州法院的长臂管辖权。但是，美国法院仍可以基于银行通过在美国关联账户转账这一事实，确立特殊管辖权。

## 案例
美国在对外实施国际制裁时，经常根据国内法对外国实体或个人提起刑事诉讼。
美國對古巴實行现代历史上最持久的經濟制裁和禁運，所依據的都是美國的國內法；美國的行為遭到聯合國大會的強烈譴責，認為這是一種域外措施，指美國違反了「國家主權平等、不干涉內政以及貿易和航行自由的基本原則」。自1992年以來，聯合國大會每年都會通過一項決議，譴責美國對古巴的禁運，並宣布美國違反《聯合國憲章》和國際法，要求美國立即終止單邊經濟制裁；美國和以色列是仅有的對這些決議投反對票的國家。
2013年4月14日，美国联邦调查局以涉嫌参与一项2002年至2009年印尼价值1.18亿美元电力相关项目（又称为塔拉罕项目，Tarahan）向印尼政府官员的行贿违反美国《海外反腐败法》（FCPA）的反贿赂条款与一项洗钱指控，于纽约肯尼迪机场逮捕前法国阿尔斯通集团市场和销售总监弗雷德里克·皮耶鲁齐。2017年10月6日美国法院判处弗雷德里克·皮耶鲁齐30个月监禁，2018年9月弗雷德里克·皮耶鲁齐获得假释。弗雷德里克·皮耶鲁齐返回法国后，著書《美国陷阱：如何通過非經濟手段瓦解他國商業巨頭》（2019年中和出版代理香港中文版）。
2016年9月26日，美国司法部宣布对中国辽宁鸿祥实业发展公司提起刑事诉讼，指控该公司涉嫌违反联合国安全理事会第2270号决议，为朝鲜民主主义人民共和国发展核武器提供支持。2016年9月27日中华人民共和国外交部例行记者会上，发言人耿爽回应“我们反对任何国家根据国内法对中方实体或个人实施长臂管辖……中方在近期与美方的有关沟通中表达了上述立场”，这是首次使用「长臂管辖」概括美国提起此类刑事诉讼的行为，也是「长臂管辖」这一法律概念的新含义。此后，中华人民共和国外交部又多次使用「长臂管辖」形容美国的类似行为。
2018年12月1日，加拿大皇家骑警根据美国的临时引渡请求，逮捕华为副董事长、轮值董事长、首席财务官（CFO）孟晚舟；美方指控，华为违反美国出口管制，向伊朗出售“敏感科技”、并“以假账资料掩护”。2022年12月2日，孟晚舟的银行欺诈指控被驳回。孟晚舟于2021年9月25日归国。
2019年6月，中國銀行業協會首席法律顧問卜祥瑞表示，美國法院未經中華人民共和國政府相關主管機關同意，僅僅依據美國國內法，就判決中資銀行向美國案件原告直接提供受到中華人民共和國法律嚴格保護的中國境內機構的客戶信息，屬於典型的對中資銀行行使長臂管轄權，明顯違反《中華人民共和國商業銀行法》、《中華人民共和國民事訴訟法》、《中華人民共和國國際刑事司法協助法》等一系列中華人民共和國法律相關規定；因此，中資銀行依法不應該履行美國法院的判決。
2019年12月20日，美国总统唐納·川普签署《2020年国防授权法案》，内容包括对北溪2号天然气管道实施制裁。德国总理安格拉·默克爾政府谴责美国政府干涉北溪2号的措施，敦促美国不要干预欧洲的能源政策。2019年12月12日，德國外交部部長海科·馬斯在推特發文：“欧洲的能源政策是由欧洲决定，不是美国。德国拒绝任何外部干预和域外制裁。”2020年12月，海科·馬斯接受德新社採訪時表示，在同美国方面有关北溪2号天然气管道的争议以及德国军费开支比例等问题上，德国都不会改变立场，“如果我们所理解的主权只意味着未来我们只做华盛顿希望的事情，则我们大可不必奢谈欧洲主权”。
2022年，中华人民共和国公安部被揭发在欧美多国设立又名为“海外110”的秘密派出所，对海外华人实施长臂管辖，且没有向所在国的政府披露及取得许可；部分秘密派出所已经被所在国政府关闭。
2024年5月，英國皇家檢控署以《2023年國家安全法令》「協助外國情報機關」及「境外干預」罪起訴三名涉及香港駐倫敦經貿辦間諜案的人士，當中包括在香港駐倫敦經濟貿易辦事處任職行政經理的香港警務處退休警司袁松彪。袁被控涉嫌在2023年12月至2024年5月期間透過香港經貿辦名下匯豐銀行賬戶向其餘兩名被告提供共95,500英鎊（約936,000港元）酬金，收買二人非法收集英國港僑情報、惡意監視羅冠聰、劉祖廸及蒙兆達等流亡英國的香港異見人士。英國外交大臣甘民樂隨即傳召中國駐英大使鄭澤光到英國外交部辦公室，就有關事件向中方申明立場，表達英國不能接受間諜活動。

## 評論
2021年3月24日，中华人民共和国国务院新闻办公室发布《2020年美国侵犯人权报告》，抨擊“在抗疫需要全球团结的时刻，美国却执意奉行本国优先，推行孤立主义、单边主义，挥舞制裁大棒，霸凌威胁国际机构，残酷对待寻求庇护者，成为全球安全与稳定的最大麻烦制造者”。2021年6月10日，中华人民共和国第十三届全国人民代表大会常务委员会第二十九次会议表決通过《中华人民共和国反外国制裁法》。
2021年6月，哥倫比亞大學教授傑佛瑞·薩克斯說，美国违反《联合国宪章》相互尊重主权和不干涉别国内政原则，多次非法、自私地干涉其他国家的内政，甚至侵略他国、推翻他国政府；如果有关于人权的问题和关切被提出来，应该由联合国人权理事会来解决，而不是由任何国家单方面采取行动；美国对伊朗、委内瑞拉等很多国家实施的单边威胁和制裁，都是不应该的。
2021年7月26日，中华人民共和国外交部副部长谢锋表示，是美国大搞单边制裁、长臂管辖、干涉内政。2021年12月5日，中華人民共和國外交部網站發表《美國民主情況》，批評“长期以来，美国滥用自身金融霸权和技术优势，频频采取单边霸凌行径……美实施非法单边制裁与长臂管辖，严重损害他国主权安全，严重影响有关国家国计民生，严重违反国际法和国际关系基本准则”。
2022年4月15日，美洲玻利瓦爾聯盟發表聲明批評，《國別人權報告》是美國對其他國家內政的粗暴干涉，美洲玻利瓦爾聯盟對此表示嚴厲譴責、並願為各國人民的人權得到充分尊重而不斷努力。声明说，美国作为《國別人權報告》发布者，却对古巴实施长达60年的非法经济、金融和贸易封锁；特别是在2019冠狀病毒病全球疫情之下，美国仍不断实施单边主义制裁行为，严重侵犯其他国家人民的人权。
2022年4月22日，中华人民共和国外交部发言人赵立坚表示，美国张口闭口“规则”、“秩序”，实际上是把“家法”、“帮规”包装成国际规则，将美国主导、服务美国的秩序强加给国际社会；这种霸权秩序和强权规则，必将受到秉持正义立场国家的反对。
2023年2月27日，中华人民共和国外交部部长秦刚在联合国人权理事会高级别会议表示，人权不可分割，生存权和发展权是首要基本人权，公民权利和政治权利、经济社会文化权利必须同等重视、系统推进；单边强制措施违反国际法、侵害当事国人民基本人权，必须立即无条件取消。

### 相关法律
- 普遍管辖权
- 美国出口管制条例
- 治外法權
- 通用数据保护条例
- 海外反腐败法

## 外部連結
- Long-Arm Statute | Practical Law
- Long Arm Statute: Definition & Example - Video & Lesson Transcript （页面存档备份，存于）
- Long-arm statute-US Law （页面存档备份，存于）
- long-arm statute （页面存档备份，存于）